# Хорнер, Крис
Кристофер Ли Хорнер (англ. Christopher Lee Horner, род. 23 октября 1971 в Окинаве, Япония) — бывший американский профессиональный шоссейный велогонщик. Трёхкратный победитель общего зачёта Национального велогоночного календаря США (2002, 2003, 2004). Участник летних Олимпийских игр 2012 года. Самый возрастной победитель этапа Вуэльты Испании (41 год 10 месяцев). Самый возрастной победитель общего зачета супервеломногодневки (Вуэльта-2013: 41 год и 327 дней), но вызвавший много кривотолков и подозрений в применении им допинга  

## Статистика выступлений наГранд Турах
| Гранд Тур | 2005 | 2006 | 2007 | 2008 | 2009 | 2010 | 2011 | 2012 | 2013 |
| --------- | ---- | ---- | ---- | ---- | ---- | ---- | ---- | ---- | ---- |
| Джиро     | -    | -    | -    | -    | WD   | -    | -    | -    | -    |
| Тур       | 33   | 61   | 14   | -    | -    | 9    | WD   | 13   | -    |
| Вуэльта   | -    | 20   | 36   | -    | WD   | -    | -    | -    | 1    |

WD = снялся с соревнований

## Проблемы с допингом
Как смог 42-летний американец Крис Хорнер из команды пресловутого Лэнса Армстронга "Радиошак", ничем не блиставший до этого, неожиданно выиграть один из Грандтуров не даёт никому покоя. К сожалению, сам Хорнер даёт повод к подозрениям. Так, он пропустил внезапный допинг - контроль сразу после "Вуэльты-2013" .
В 2014 году Хорнер подписал годовой контракт с велокомандой Lampre-Merida и вновь принял участие в "Вуэльте-2014".  Однако сошёл сразу после первого этапа из-за подозрительно низкого уровня кортизола (гормон стресса) в крови, недопустимого правилами организации MPCC (Mouvement pour un cyclisme crédible - «Движение за чистый велоспорт»), членом которого является Lampre-Merida. После этого велокоманда не стала продлевать с ним контракт . 